# Stormvloedkering Hollandse IJssel
Stormvloedkering Hollandse IJssel que es podria traduir com "barrera anti-inundació per tempesta" del Hollandse IJssel va ser la primera obra del desenvolupament del Pla Delta. Es va començar el 1954 i es va finalitzar el 1958.
L'Hollandse IJssel és un canal que comunica Rotterdam amb el mar del Nord. En cas d'inundació l'arribada d'aigua de mar impediria la sortida de l'aigua fluvial causant que l'IJssel es desbordés. Tenint en compte que la regió que hi ha al costat de l'Hollandse IJssel és una de les regions més baixes i més poblades d'Holanda es feia necessari trobar una solució a les possibles inundacions.
Com s'havia de garantir el transport marítim per aquest canal i que el mateix desemboqués al mar de manera normal es va decidir la construcció d'aquesta barrera anti-tempesta. Aquesta barrera es tancaria només en els casos en què el nivell de l'aigua fos extremadament alt. D'aquesta forma no s'interrompria el trànsit marítim.
A més de la barrera, coneguda com a Algerakering, també es va construir una resclosa que tindria dues funcions: una, la de mantenir el trànsit marítim en cas d'una tempesta, i l'altra, deixar passar els vaixells alts que d'altra manera no podrien passar per sota de les comportes. És de gran importància mantenir obert el Hollandse IJssel, ja que per la seva grandària i profunditat és una de les rutes més usades per navegar a Alemanya des de l'interior.
La construcció de la barrera va ser aprofitada per connectar les dues ribes (abans s'usava un transbordador per a travessar el canal). La part del pont situada sobre la resclosa es pot elevar. El trajecte corresponent a les comportes tindrien la mateixa altura que aquestes de forma que el transport marítim no seria obstruït per aquest pont. Avui dia la via N210 passa per damunt d'aquest pont.

## Dades tècniques
Als dos extrems del canal hi ha dues torres de 45 m d'altura que sostenen dues comportes de 80 metres de longitud i 11,5 m d'altura, que es mouen verticalment. En cas d'una inundació es deixarien caure a l'aigua. En una situació normal, és a dir mentre que l'aigua no pugés més de 2,5 metres sobre el NAP (Nivell normal de l'aigua a Àmsterdam), podrien passar els vaixells per sota de les comportes.
El pes de les comportes és de 635 tones i gràcies a un generador, les comportes compten amb energia fins i tot en una falla d'electricitat.

## Fons
«La barrera del Hollandse IJssel (Hollandse IJsselkering)» (en espanyol), 2004. Arxivat de l'original el 2017-10-13. [Consulta: 22 juliol 2017].